# 124a Brigada Mixta (Exèrcit Popular de la República)
La 124a Brigada Mixta va ser una unitat de l'Exèrcit Popular de la República que va participar en la Guerra Civil espanyola.
Al llarg de la contesa va operar als fronts d'Aragó, Batalla de Terol, Segre, batalla de l'Ebre i a l'ofensiva de Catalunya, en la qual va tenir un paper rellevant.

## Historial
La 124a BM va ser creada el maig de 1937 a partir del 3r Regiment de l'antiga Divisió «Carles Marx» (anterior Columna Trueba-Del Barrio i posteriorment Columna Carles Marx, formada principalment per homes de la UGT i del PSUC) que al seu torn va ser canviada de nom com 27a Divisió. Aquesta estaria composta per la 122a, 123a i 124a Brigades Mixtes, i va quedar enquadrada dins del XI Cos d'Exèrcit. El primer comandant de la 124a Brigada Mixta va ser el tinent coronel de la Guàrdia Civil Alfredo Semprún Ramos, que un mes després seria succeït pel major de milícies José del Barrio Navarro. Els Batallons de la 124a Brigada Mixta van passar a enumerar-se com el 493, 494, 495 i 496, amb cinc companyies cadascun. A cada Brigada Mixta s'hi agregaven a més a més, unitats d'artilleria i de cavalleria.
Front d'Aragó
Poc després de la seva creació, la brigada va participar, de manera limitada, en l'ofensiva d'Osca. Aquesta ofensiva (duta a terme entre el 12 i el 19 de juny de 1937) es va dur a terme com un atac de distracció per mirar d'alleugerir la pressió de les tropes franquistes sobre el País Basc, a Biscaia, concretament a la ciutat de Bilbao, que estava a punt de caure. El ministre de Defensa de la República d'aquell moment, Indalecio Prieto, va aprovar-ne el pla i per executar-lo se li encarrega al cap de l'Exèrcit de l'Est, el general Sebastián Pozas Perea. Alhora, aquest recau en el tinent coronel en cap d'Estat Major de l'Exèrcit de l'Est Vicenç Guarner Vivancos. Tot i que dins de les Brigades Mixtes de la 27a Divisió, la 122a i la 124a patirien bombardejos i atacs d'artilleria en algun moment de l'ofensiva així com alguna actuació bèl·lica, seria la 123a Brigada Mixta la que amb els seus batallons d'infanteria tindria la participació més destacada en aquesta i per tant, la que sofriria més baixes.
El 24 de juny de 1937 la 124a Brigada Mixta de la 27a Divisió es troba per les rodalies i poble de Tardienta. Dels seus batallons, el 15 de juliol el 493 Batalló és traslladat a la serra d'Alcubierre passant per Robres, on resta fins al 31 de juliol, mentre que el 496 Batalló és traslladat el 12 de juliol a la serra d'Alcubierre, a la zona de Corona de la Reina, en segona línia i davant l'ermita de Santa Quitèria. El 31 de juliol el 493 Batalló és rellevat de primera línia de front i va a peu cap a Senés d'Alcubierre, i d'aquí en direcció cap a Fraga, mentre que el 496 Batalló de la 124a Brigada Mixta també és rellevat a primera línia del front i marxa a peu cap a Torralba de Aragón, i d'aquí en direcció cap a Fraga, lloc on fan instrucció, pràctiques i exercicis militars. La primera setmana d'agost hi fan una desfilada militar davant del general Pozas. A partir del 18 i 19 d'agost les unitats que formen part de la 27a Divisió, cas de la 122a, 123a, i 124a Brigada Mixta, a poc a poc es van atansant cap al Vedat de Zuera, passat Torralba de Aragón, que seran els llocs inicials que configuraran la seva participació en l'ofensiva de Saragossa.
Del 24 d'agost al 7 de setembre de 1937 es produeix l'ofensiva de Saragossa, en la que la 124a Brigada Mixta participa juntament amb la 122a i la 123a Brigades de la 27a Divisió. Com l'anterior d'Osca, ha de ser un atac de distracció per mirar d'alleugerir la pressió que les tropes franquistes fan sobre el front Nord, a Cantàbria, concretament sobre la ciutat de Santander, localitat que en aquells moments també està a punt de caure. Les forces franquistes estan fortament ancorades al terreny de la llarga línia del front marcada per Zuera, San Mateo de Gállego, Leciñena, el port d'Alcubierre, Perdiguera, les muntanyes de Villamayor de Gállego i d'Alfajarín, Pina de Ebro, Quinto, Codo, Belchite, Fuendetodos i Villanueva de Huerva. A partir d'aquí, el general Pozas i el seu comandament d'Estat Major, ara el coronel Antonio Cordón, estableixen el quarter general a Bujaraloz.
La 27a Divisió va formar part de l'anomenada "Agrupació A", manada el major de milícies Manuel Trueba Mirones. En col·laboració amb la 123a BM (totes dues Brigades van ser les que van dur a terme els combats més aferrisats per intentar conquistar la localitat de Zuera i rodalia) la 124a Brigada Mixta es va llençar en l'intent però sense poder aconseguir-ho. La 27a Divisió dins de l'Agrupació A va partir, ja de matinada, de la seva ubicació a Valdecompadre, entre Zuera, Torralba de Aragón i Senés, a uns 8 quilòmetres de Zuera. Segons diferents dietaris dels soldats de la 27 Divisió, els batallons de la 123 Brigada Mixta va superar les defenses nacionals de Valseca i Casa Montoya on hi havia combats molt forts, així com l'estació del ferrocarril i el riu Gállego. Tot seguit, i pel flanc esquerre, el 493 Batalló de la 124a Brigada Mixta comença a ocupar les primeres cases de Zuera i, atesa la intensitat dels combats, van ser activats reforços nacionals. Es va considerar que en el conjunt del dia l'avanç va ser considerable al sector de Zuera, tot i que aquest va ser el límit dels republicans a la zona, on l'Agrupació A va quedar aturada. L'endemà, el 25 d'agost, tenen lloc diferents contraatacs franquistes i combats duríssims i l'Agrupació A cedeix part del que havia ocupat el dia anterior, la qual cosa fa que hagin de retornar els republicans al marge dret del riu Gállego i recuperin així els nacionals les seves posicions. El dia 26 d'agost es produeixen nous combats per part de la 123a i 124a Brigades Mixtes, però l'Agrupació A no aconsegueix avançar més. El 27 d'agost es pot dir que l'Agrupació A resta totalment aturada al seu sector, però conserva les seves posicions. El major de la 27a Divisió, Manuel Trueba, llança nous assalts contra la població de Zuera, on se succeeixen violents combats, entre atacs i contraatacs, però no pot conquerir-la, tot i que sí que arriba a ocupar l'estació de ferrocarril. Al final de la jornada, però, i després del fracàs en l'intent de conquerir Zuera i avançar cap a San Mateo de Gállego, es dona ordres a l'Agrupació A que s'estableixi defensivament en les posicions que té actualment. Tot i aquests extrems, les línies republicanes que s'han aposentat sobre el riu Gállego comencen a veure’s seriosament amenaçades. Entre el 27 i 28 d'agost comença a intervindre en els combats la 122a Brigada Mixta. El 29 d'agost es pot dir que és un dia de calma, després de pràcticament esgotada l'ofensiva de l'Exèrcit de l'Est, i les tropes mantenen les seves posicions sobre les línies conquerides. El dia 30, al sector nord de l'Ebre, la 27a Divisió de l'Agrupació A realitza un considerable esforç, i un cop superada per l'est la localitat de San Mateo de Gállego, que resisteix molt bé, conquereix, entre d'altres, les cotes Boyal, El Saso y San Juan, així com el Vèrtex Corbatuela. Es talla així la comunicació entre San Mateo de Gállego i Leciñena, i s'amenaça d'envoltar aquest poble. Entre el dia 1 i el 6 de setembre, les forces franquistes trenquen el setge que les tropes de la 27 Divisió realitzen sobre Zuera i aconsegueixen reconquerir tots els territoris que les tropes republicanes han ocupat temporalment. Manuel Trueba Mirones és destituït per aquest fracàs el 29 d'agost i passa al capdavant de la 27 Divisió José del Barrio, el 2 de setembre.
Posteriorment intervindria en la batalla de Fuentes de Ebro, entre el 9 i l'11 d'octubre. L'1 de gener de 1938 la 27a Divisió va ser enviada al front de Terol per a donar suport a les forces republicanes que combatien en aquest sector. Per a llavors el cap de la brigada, Del Barrio, ja estava al comandament de la divisió i havia estat substituït pel major de milícies Ramon Soliva Vidal. A la fi de gener la brigada va participar en un sagnant contraatac en el sector comprès entre Singra i la posició de «Los Cabezos», actuació per la qual va ser felicitada —al costat de les altres brigades de la divisió. No obstant això, al febrer va intervenir en la batalla de l'Alfambra i durant els següents combats la unitat va quedar molt infringida, arribant a quedar copada a Sierra Palomera.
Quan es va produir la gran ofensiva franquista d'Aragó, la 124a BM es trobava situada prop d'Utrillas, i a conseqüència del potent atac enemic va haver de cedir terreny a partir del 9 de març. A partir del dia 15 va haver de replegar-se novament davant l'amenaça enemiga. El 24 de març va ser enviada al front de Lleida, encara que el 3 d'abril va haver d'abandonar la ciutat i retirar-se a l'altre costat del riu Segre, prop d'Ivars d'Urgell.
Batalla de l'Ebre
La brigada va intervenir de manera destacada durant la batalla de l'Ebre. El 6 d'agost va ser enviada a cobrir el sector de Vilalba dels Arcs, on va sostenir forts combats contra les forces enemigues, aconseguint ocupar les cotes 441 i 448. No obstant això, la pressió enemiga aviat es va fer sentir. A la fi d'agost la 124a BM va ser cridada per a tapar urgentment una ruptura enemiga al Vèrtex Gaeta, però el 23 d'agost va perdre les seves posicions en el camí de Comasots, malgrat que es tractava d'una posició molt fortificada amb trinxeres i nius de metralladores. El 3 de setembre va quedar totalment desfeta mentre defensava les Camposines dels atacs franquistes, i el dia 14 va haver d'abandonar el Front de l'Ebre, retirant-se a la rereguarda. Els combats van ser de tal intensitat que el comandant de la brigada va resultar ferit i va haver de ser substituït.
Combats a Catalunya
La 124a Brigada Mixta no va ser dissolta, però va quedar molt malparada i no va tornar a ser utilitzada en noves operacions militars.

## Comandaments
- Tinent coronel de la Guàrdia civil Alfredo Semprún Ramos
- Major de milícies José del Barrio Navarro
- Major de milícies Ramon Soliva Vidal
- Major de milícies Enric Caballol Masfarné